# Jacob Javits
Jacob Javits (New York, 1904. május 18. – West Palm Beach, 1986. március 7.) az Amerikai Egyesült Államok szenátora (New York, 1957–1981).